# Camacúa Island
Camacúa Island (englisch; spanisch Isla Camacúa) ist eine Insel vor der Graham-Küste des Grahamlands auf der Antarktischen Halbinsel. Sie liegt in der Einfahrt zur Dimitrov Cove.
Argentinische Wissenschaftler nahmen die Benennung vor. Der weitere Benennungshintergrund ist nicht überliefert.